# Abu-l-Abbàs Muhàmmad (I)
Abu-l-Abbàs Muhàmmad (I) —àrab: أبو العباس محمد, Abū al-ʿAbbās Muḥammad— (? - 856) fou el cinquè emir aglàbida d'Ifríqiya (841-847 i 848-856).
Va succeir Abu-Iqal al-Àghlab ibn Ibrahim el 841.
Al cap de sis anys de govern fou deposat pel seu germà Àhmad ibn al-Àghlab (847) però l'any següent va recuperar el poder.
El 233 de l'hègira (847 - 848) va fer front a la revolta de Salim ben Ghalbun, i el 850 a la d'Àmir ibn Salim al Tujibí.
Va afavorir els malikites, especialment el cadi Sahnun.
Va morir el 10 de maig del 856 i el va succeir el seu nebot Abu-Ibrahim Àhmad ibn Muhàmmad.